# Roger Mas (chanteur)
Pour les articles homonymes, voir Roger Mas et Mas.

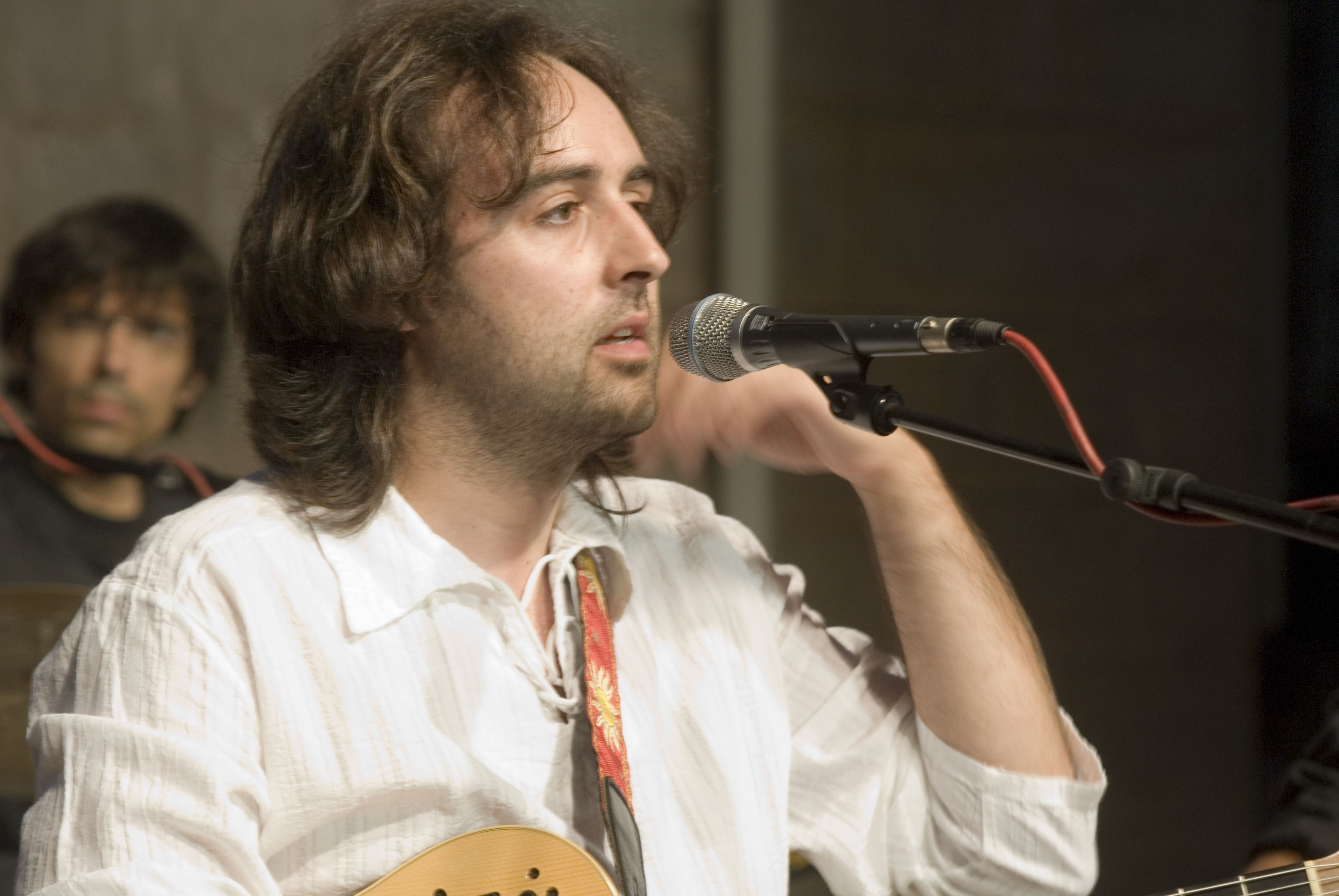
Roger Mas (chanteur)

Roger Mas i Solé, né à Solsona (Catalogne) le 9 décembre 1975, est un chanteur catalan.

## Biographie
Roger Mas i Solé commence les études de musique à cinq ans au côté de son grand-père, Joan Solé i Costa. Il commence son activité artistique à douze ans en tant que clarinettiste et saxophoniste. Dès 1994, il s'intéresse aux diverses expressions musicales du monde grâce à Luis Paniagua.
En 1996, le prix Èxit de Catalunya Ràdio représente le point de départ de sa carrière de chanteur. Depuis lors, neuf albums, des prix divers reçus à chaque nouvelle publication et une reconnaissance de la critique lui permettent devenir une figure de la chanson catalane.
Sa musique puise ses sources dans trois domaines différents : les musiques modernes, les musiques traditionnelles locales et les sons ancestraux du monde. Dans ses paroles, il mélange la langue de la rue, celle de la littérature et les parlers en voie de disparition.
Roger Mas a été qualifié comme « la voix la plus belle que la chanson catalane ait jamais donné » (Mingus B. Formentor, La Vanguardia). Ces derniers temps[Quand ?], il a joué en France, à Cuba, en Italie, en Uruguay, en Serbie, en États-Unis ou au Brésil.
Il a reçu plus d'une vingtaine de prix et sa discographie comprend les titres Les flors del somni (1997), Casafont (1999), En el camí de les serps i els llangardaixos blaus fluorescents cap a la casa de vidre de la Senyora dels Guants Vermells (2001), dp (2003), Mística domèstica (2005), Les cançons tel·lúriques (2008), A la casa d'enlloc (2010) i Roger Mas i la Cobla Sant Jordi – Ciutat de Barcelona (2012).

## Discographie
| Date | Titre | Label                  | Prix et remerciements |
| ---- | --- | ---------------------- | --- |
| 1997 | Les Flors del Somni | Picap                  | - Premi Altaveu à la meilleure parole de chanson par Llums de colors |
| 1999 | Casafont | Picap                  | - Premi Cerverí de Girona à la meilleure parole de chanson par Cor pur - Premi Enderrock de la critique au meilleur album de chanson d'auteur en 1999 - Premi Enderrock par scrutin populaire au meilleur album de chanson d'auteur en 1999 |
| 2001 | Roger Mas & Les Flors en el camí de les serps i els llangardaixos blaus cap a la casa de vidre de la Senyora dels Guants Vermells | Picap                  | - Premi Enderrock de la critique au meilleur album de chanson d'auteur en 2001 |
| 2003 | dp | K Indústria Cultural   | - dp est reconnu comme le Millor disc de l'any par le journal Avui. - Finaliste du VI Premi Puig-Porret du journalisme musical en Catalogne, vainqueur dans la catégorie de chanson - Premi Enderrock de la critique au meilleur album de chanson d'auteur en 2003 - Finaliste du VII Premi Puig-Porret du journalisme musical en Catalogne, vainqueur dans la catégorie de chanson                              |
| 2005 | Mística domèstica | K Indústria Cultural   | - Premi ARC dans la catégorie de chanson d'auteur - Premi Altaveu par l'album Mística domèstica - Premi Enderrock de la critique au meilleur album en catalan en 2005 - Premi Enderrock de la critique au meilleur album de chanson d'auteur en 2005 - Finaliste del IX Premi Puig-Porret du journalisme musical en Catalogne, vainqueur dans la catégorie de chanson                                            |
| 2008 | Les cançons tel·lúriques | K Indústria Cultural   | - XI Premi Puig-Porret du journalisme musical en Catalogne - Premi Enderrock de la critique au meilleur album en catalan en 2008 - Premi Enderrock de la critique au meilleur album de folk en 2008 - Premi Enderrock par scrutin populaire au meilleur direct de folk en 2008 - Premi ARC'09 |
| 2010 | A la casa d'enlloc | Satélite K             | - Premi ARC'10 |
| 2012 | Roger Mas i la Cobla Sant Jordi - Ciutat de Barcelona                                                                             | Sant Jordi Produccions | - Premi Martí i Pol'12 - Premi Enderrock de la critique au meilleur album en catalan de l'an 2012 - Premi Enderrock par scrutin populaire au meilleur disc de folk de l'an 2012 - Premi Enderrock par scrutin populaire au meilleur directe de folk de l'an 2012 - Premi Enderrock par scrutin populaire à la meilleure chanson de folk de l'an 2012 par El dolor de la bellesa - Premi sardanista Rotllana 2013 |
| 2015 | Irredempt | Satélite K             | |

## Livres
- Flors, somnis, camins i serps (des poèmes et des chansons) 1998
- La teulada és oberta i no sé on són les parets (des histoires et de la prose poétique) 2000 edició:  (ISBN 8495304104)
- Silvae Cataloniae Interioris photos prises par Carles Santana avec des morcaus de chansons de Roger Mas, CTFC 2010
- La pell i l'os de Francesc Bombí-Vilaseca, biographie. Satélite K 2011